# Franz Anton Bracht
Johann Franz Anton Bracht (üblicherweise Franz Bracht genannt; * 22. Juli 1773 in Recklinghausen; † 14. September 1862 auf Gut Dillenburg bei Datteln) war Beamter und früher liberaler Politiker.

## Leben
Franz Anton Bracht stammte aus einer alten kurkölnischen Beamtenfamilie. Er war Sohn des vestischen Advokaten und kurkölnischen Hofrats Franz-Edmund Bracht (1743–1802) und dessen Ehefrau Klara-Sybilla (1739–1818), einer Tochter des Düsseldorfer Stadtsyndikus und kurpfälzischen Hofrats Johann Anton Deycks. Ein jüngerer Bruder war der spätere rheinische Landtagsabgeordnete Friedrich Bracht.
Franz Bracht studierte Rechtswissenschaften und war kurkölnischer Hof- und Regierungsrat. Als im Ersten Koalitionskrieg nach der Kanonade von Valmy französische Truppen in Richtung des Rheins vorrückten, flüchtete die kurkölnische Regierung im Dezember 1792 ins Vest Recklinghausen. Bracht war damit betraut, die Regierung und ihre Beamten in Recklinghausen unterzubringen, ebenso bei ihrer zweiten Flucht aus dem Rheinland nach einem weiteren Vorstoß der Franzosen im September und Oktober 1794 gegen Bonn und Köln.
Auch nach dem Übergang des Vestes Recklinghausen an das Haus Arenberg blieb Bracht in einer vergleichbaren Position tätig. Nach dem Übergang des Vest an das Großherzogtum Berg war er Steuereinnehmer. Außerdem bewirtschaftete er als Landwirt das Gut Dillenburg in der Bauerschaft Rapen (heute ein Teil von Oer-Erkenschwick), das er von 1806 bis 1818 hatte nach und nach anlegen lassen.
Politisch machte Bracht auf dem 3. westfälischen Provinziallandtag von 1830/1831 auf sich aufmerksam, dem er als Abgeordneter des vierten Standes für den Kreis Recklinghausen angehörte. Zusammen mit dem Freiherr Franz Egon Philipp von Fürstenberg-Herdringen beantragte Bracht eine Petition an König Friedrich Wilhelm III., um diesen zur Einberufung einer gesamtpreußischen Landesversammlung sowie zum Erlass einer preußischen Verfassung aufzufordern. Bracht erinnerte dabei ausdrücklich an das Verfassungsversprechen von 1815. Nach langen Debatten wurde beschlossen, Freiherr vom Stein in seiner Funktion als Landtagsmarschall zu Prinz Wilhelm zu schicken, der sich in der Nähe aufhielt. Dagegen protestierte Bracht vergeblich, da nach seiner Ansicht Petitionen eigentlich direkt an den König weitergeleitet werden mussten. Dennoch hatte die Debatte eine wichtige Funktion für die Formierung des Liberalismus in Westfalen.
1833, 1843 und 1845 war er erneut Abgeordneter des Provinziallandtags. Im Jahr 1847/1848 gehörte er dem Ersten bzw. Zweiten Vereinigten Landtag und 1848 auch der preußischen Nationalversammlung an. Ab 1849 war er Mitglied und Alterspräsident der ersten Kammer des preußischen Landtages an.

## Familie
Sein gleichnamiger Sohn Franz Bracht (1809–1853) war von 1843 bis 1850 Bürgermeister von Recklinghausen. Sein Urenkel war der Politiker und Reichsinnenminister Franz Bracht (1877–1933).